# Navarrismo
El navarrismo es una doctrina o corriente política que utiliza como punto de posicionamiento político principal la defensa de los postulados que se interpretan como más acordes con la identidad y los intereses de Navarra.
En su versión clásica, el navarrismo está representado por los sectores que utilizan como postulado político principal la defensa de Navarra como comunidad propia y diferenciada independiente de cualquier otra comunidad autónoma española y dotada de régimen de autonomía foral (navarrismo clásico). Así mismo, algunos sectores del nacionalismo vasco en Navarra han identificando el navarrismo con el vasquismo (navarrismo vasquista).

## Navarrismo
El navarrismo como doctrina política pivota, como puntos programáticos principal, en torno a, por un lado, la defensa de Navarra como sujeto de derechos históricos sustentadores de una autonomía foral, y por otro al mantenimiento de Navarra como comunidad con identidad propia y diferenciada a cualquier otra. 
En consecuencia, el navarrismo clásico se opone al proyecto de integrar a Navarra en el País Vasco y, en concreto, rechaza la puesta en práctica del procedimiento constitucional de anexión de Navarra a Euskadi contenido en la Disposición Transitoria Cuarta de la Constitución Española de 1978. Algunos sectores navarristas abogan incluso por la necesidad de suprimir dicha disposición transitoria en una futura reforma constitucional por considerar que ha perdido su carácter transitorio tras el afianzamiento de Navarra como comunidad foral en los más de 30 años que han transcurrido desde la aprobación y promulgación del Amejoramiento del Fuero. En contraposición a este sector, el nuevo navarrismo aboga por la refundación del antiguo Reino de Navarra, traducido a la actualidad como la República Vasca.

Bandera de Navarra.

### Origen e historia
Se suele considerar que el navarrismo como doctrina política y corriente social surge en las primeras décadas del siglo XX como una reacción al nacionalismo vasco realizada desde el viejo foralismo decimonónico que durante el siglo XIX y la construcción del estado liberal en España había sido exponente de la defensa del mantenimiento del régimen foral en Navarra. 
Es por ello que el nacimiento del navarrismo se suele situar más específicamente en el momento en que el Partido Nacionalista Vasco (PNV) supera su fase inicial de vizcaínismo y empieza a tener implantación y vocación política también en Álava, Guipúzcoa y Navarra, considerándose que sus primeras manifestaciones públicas tienen lugar en 1917 y 1918 cuando al calor del debate regionalista surgido en España y la creación de la Mancomunidad de Cataluña, se asiste en Navarra y en las provincias vascas al debate sobre la reintegración foral plena de los territorios forales. 

El cuartel del Reino de Navarra figura en el escudo de España como reino fundador.

Durante la Segunda República Española el navarrismo, que ya había conseguido calar en amplios sectores de la sociedad navarra, tuvo un especial protagonismo en la oposición manifestada por algunos ayuntamientos navarros a la aprobación del proyecto de Estatuto Vasco-Navarro común para Navarra y las tres provincias vascas. 
Posteriormente, tras la dictadura del general Franco, el navarrismo adquirirá especial protagonismo durante la Transición española momento en que hará especial defensa de que Navarra siguiera un proceso autonómico propio e independiente del previsto para el País Vasco, derivado de su régimen foral preexistente. 
Sería precisamente al calor de ese debate sobre el proceso autonómico que debía tomar Navarra en que el navarrismo adquirirá carta de naturaleza política al tener lugar la escisión de la rama navarra del partido político Unión de Centro Democrático (UCD) y su constitución como el nuevo partido político Unión del Pueblo Navarro (UPN) que desde entonces ha sido la principal fuerza política navarrista del espectro político de la comunidad foral.
Así mismo, durante la transición a la democracia se produciría también la constitución de la rama navarra del PSOE como federación independiente (Partido Socialista de Navarra-PSOE), separándose del Partido Socialista de Euskadi del que hasta entonces formaba parte y pasando a defender desde ese momento la mayor parte de los principios programáticos del navarrismo político.

### Fuerzas políticas navarristas
Desde las primeras elecciones democráticas celebradas al Parlamento Foral de Navarra en 1979 y durante las posteriores citas electorales para el Parlamento de Navarra el navarrismo ha sido la corriente política mayoritaria en Navarra representada por distintas formaciones políticas de corte democristiano, socialdemócrata o conservador.
En la actualidad, los partidos políticos que mayoritariamente propugnan y defienden el navarrismo en su sentido clásico y tradicional son Unión del Pueblo Navarro (UPN) y el Partido Socialista de Navarra (PSN), habiéndose alternado dichos partidos a lo largo de los años como primera y segunda fuerzas políticas en Navarra.
No obstante, la fuerza mediática y social, así como el especial relieve de la identidad histórica de Navarra como heredera de un antiguo reino con instituciones propias hasta el siglo XIX, provocaría que durante los últimos 20 años el navarrismo fuera reinterpretado de una manera más generalista en términos de doctrina política, para acabar siendo entendido, además de la condición de Navarra como comunidad propia y diferenciada y del régimen foral, como una doctrina política que propugna primordialmente la defensa genérica de los intereses de la sociedad navarra en todos los órdenes de la acción política. 
En consecuencia, es un hecho que prácticamente todos los partidos del arco parlamentario navarro se han declarado "navarristas" en algún momento, siendo incluso que las fuerzas nacionalistas vascas en Navarra han reclamado también para sí la condición de "navarristas". 
De esta manera, además del navarrismo vasquista reclamado por algunos partidos nacionalistas vascos en Navarra, otras fuerzas políticas minoritarias se reclaman igualmente navarristas como el Partido Popular de Navarra (formación integrada en Unión del Pueblo Navarro entre 1991 y 2008, y refundado en 2009 tras la ruptura de ambos partidos) y el extraparlamentario y cercano al ultraderechismo Derecha Navarra y Española (DNE) (escisión a su vez del Partido Popular de Navarra), partidos ambos que se reclaman también defensores del régimen foral y del mantenimiento de Navarra como comunidad propia. 
Además, en el pasado también se reclamaron navarristas y defendieron su ideario partidos políticos hoy desaparecidos como Alianza Foral de Navarra y Convergencia de Demócratas de Navarra (CDN), partido este último escindido de UPN en 1995 que sería disuelto en 2011.
Los principales ideólogos de esta corriente en sus primeras décadas fueron destacados teóricos conservadores tales como Raimundo García García "Garcilaso", Víctor Pradera, Eladio Esparza, a los que se les unirían posteriormente, el fundador de UPN, Jesús Aizpún, el expresidente de la Diputación Foral de Navarra y actual dirigente del PP Jaime Ignacio del Burgo, así como el expresidente del Gobierno de Navarra y fundador del CDN, Juan Cruz Alli.
Sin embargo, con la llegada al navarrismo de posturas más progresistas procedentes de campos ideológicos de centro, centro-izquierda y de izquierda, diversos han contribuido también a la delimitación ideológica y política del navarrismo haciendo distintas aportaciones teóricas desde el ámbito del Partido Socialista de Navarra (PSN-PSOE), actual segunda fuerza política de Navarra, destacando entre ellos Víctor Manuel Arbeloa y Juan José Lizarbe.

## Vasquismo o navarrismo vasquista

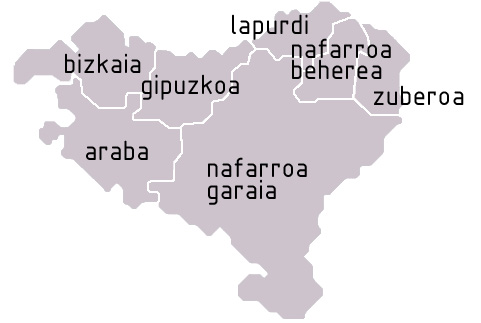
Diferentes territorios componentes de Euskal Herria.

Ikurriña.

A pesar de que el navarrismo clásico es conceptualizado precisamente como una reacción al nacionalismo vasco y a su pretensión de integrar a Navarra en una entidad política o administrativa que incluya a las provincias vascas, ya los primeros vasquistas navarros como Arturo Campión reclamaron para el ideario nacionalista vasco el carácter de genuino navarrismo, enfatizando el carácter de Navarra como cuna de la cultura vasca y del euskera.
De esta manera, algunos sectores del nacionalismo vasco en Navarra que abogan mayoritariamente por la unión de Navarra con la comunidad autónoma del País Vasco y que defienden la consideración de Navarra y el País Vasco como una unidad cultural, reivindican también su condición de navarristas, en tanto que son considerados únicamente como nacionalistas vascos y no como navarristas por los sectores del navarrismo clásico.
Asimismo, en la actualidad existen partidos vasco-navarristas como Libertad Navarra y otras organizaciones que defienden la posibilidad de la unión a Navarra de otros territorios, como las tres provincias vascas y La Rioja, alegando para ello razones históricas y enfatizando la posición central de Navarra, a diferencia de lo que promueve el nacionalismo vasco clásico.

### Origen e historia
Políticamente, esta versión vasquista del navarrismo encuentra su origen en las actividades y el ideario defendidos por la Asociación Éuskara de Navarra, entidad creada en Pamplona a fines del siglo XIX que desde una perspectiva cultural de exaltación de lo navarro como parte de la cultura vasca, pasaría con el tiempo a converger política e ideológicamente con los postulados del nacionalismo vasco en Navarra.
Las inscripciones en el Monumento a los Fueros, erigido por cuestación popular en Pamplona en 1903 tras la "Gamazada" de 1893, son exponente del carácter de ese inicial navarrismo vasquista en el sentido en que lo expresa, por ejemplo, la inscripción en caracteres pretendidamente ibéricos que, obra de Fidel Fita, dice: 

"Nosotros los vascos, que no tenemos otro señor que Dios, acostumbramos a dar acogedor albergue al extranjero, pero no queremos soportar su yugo. Oídlo bien vosotros, nuestros hijos."

o aquella otra que reza en euskera dice: 

"Aquí estamos los euskaldunes de hoy congregados por respeto a la memoria de nuestros antepasados, porque queremos mantener nuestra ley."

"Arrano beltza", sello del rey Sancho VII el Fuerte.

Sin embargo, esta versión vasquista del navarrismo reclamada en esa etapa inicial, sería rápidamente abandonada en los primeros años del siglo XX quedando el término "navarrismo" reservado exclusivamente para la doctrina clásica de oposición al nacionalismo vasco y de defensa de Navarra como comunidad propia y diferenciada dotada de autonomía foral. Por ello, el término navarrismo ha sido empleado tradicionalmente por el nacionalismo vasco durante décadas y muy especialmente durante la Transición para referirse negativamente a las posturas y opiniones contrarias a la anexión de Navarra a Euskadi o de rechazo a la unidad cultural de Navarra y el País Vasco.
No sería hasta la década de 1990 cuando, en el marco de la extensión de la reinterpretación genérica del navarrismo como doctrina que defiende los intereses de Navarra y en el consecuente uso de ese apelativo por la práctica totalidad de los partidos políticos de Navarra, algunos sectores del nacionalismo vasco en la comunidad foral volverían a reclamar su condición de "navarristas" defendiendo incluso que su navarrismo es el auténtico negando tal carácter al navarrismo clásico al que tildan de mero regionalismo deudor del nacionalismo español.
Esta recuperación de la autoidentificación del nacionalismo vasco como navarrista desde la última década del siglo XX ha formado parte de la navarrización general del discurso del nacionalismo vasco en Navarra que es consecuencia tanto de afianzamiento de nuevas líneas ideológicas en su seno, como de un cambio de estrategia política ante el estancamiento y fracaso electoral de las opciones nacionalistas vascas en las elecciones al Parlamento de Navarra durante la década de 1990. Así, esta navarrización, de la que sería ejemplo destacado en sus inicios la coalición Nafarroa Bai llevaría al mismo tiempo a la aceptación y uso general por parte de las fuerzas nacionalistas vascas en Navarra de los símbolos propios de la comunidad foral como la bandera y el escudo, junto a los tradicionales vindicados por el nacionalismo vasco (ikurriña, lauburu, arrano beltza). 
De esta manera, hoy en día desde el campo vasquista o nacionalista vasco en Navarra se definen como navarristas partidos políticos como Sortu, Aralar, el PNV, EA, Batzarre, la coalición EH Bildu así como diversos sindicatos, asociaciones y organizaciones sociales y dirigentes políticos independientes como Uxue Barkos.

## Distintas definiciones de "navarrismo"

Escudo de armas de los reyes de Navarra desde el.

Tras haberse convertido en la corriente política protagonista de la historia reciente de Navarra, y desde su origen clásico como doctrina de reacción al nacionalismo vasco que defiende el mantenimiento de Navarra como comunidad propia y diferenciada, el navarrismo ha sido objeto de sucesivas reinterpretaciones teóricas y múltiples definiciones que han hecho que en la actualidad la práctica totalidad de los partidos políticos navarros se autoidentifiquen como 'navarristas' bien sea bajo definiciones tradicionales del término o bien bajo nuevas propuestas teóricas.
Así, Jaime Ignacio del Burgo afirma que

El navarrismo es la corriente política plural, surgida en los años setenta del pasado siglo con la finalidad de defender la navarridad, es decir, la identidad navarra frente a los intentos de absorción impulsados por el unionismo euzkadiano o euskalherríaco. Navarrista es aquel que milita en las filas del navarrismo político para defender la navarridad.

Desde otros sectores ideológicos hay quienes también comparten esa idea sobre el enfrentamiento o convivencia de dos proyectos distintos, uno navarrista y otro vasquista, como Jesús Urra, cuando explica sobre la identidad de la población navarra que 

...se bifurca en una doble dirección: por un lado quienes se sienten navarros y españoles y por otro quienes nos sentimos navarros y vascos.

Contraposición reflejada también por María de la Cruz Mina en la Enciclopedia del nacionalismo dirigida por Andrés de Blas, voz “navarrismo”: 

...en su origen, la definición política militante de navarrismo no surge como respaldo a reivindicaciones concretas frente al Estado, sino como reacción a otro particularismo, el nacionalismo vasco, que no concibe a Euzkadi sin Navarra y pretende hacer de aquélla una nación separada de España. Así se comprende que el navarrismo se afirme de forma beligerante contra el vasquismo y se identifique con lo español.

En este sentido, Milagros Rubio (Batzarre) afirmó:

"En Navarra, el vasquismo debe reconocer sin titubeos la realidad política de Navarra como comunidad política diferenciada, y a su vez ese mismo vasquismo ha de ser reconocido por el navarrismo español en su política gubernamental".

Algo parecido afirman García-Sanz, Iriarte y Mikelarena en Historia del navarrismo (1841-1936). Sus relaciones con el vasquismo al definir el navarrismo como 

...la defensa de esta comunidad en tanto que proyecto político diferenciado de otras limítrofes, firmemente engarzado en España y fundamentado en su foralidad histórica. Asimismo, quizá su rasgo más característico sería su rechazo a la unión vasco-navarra y su énfasis en la pluralidad socio-cultural de la provincia.

Mikelarena utiliza esta definición para considerar que, en la actualidad, todas las fuerzas políticas navarras que no militan en el nacionalismo vasco son navarristas, desde UPN y CDN hasta el PSOE e IUN-NEB.
Otros, desde el vasquismo, niegan tal disyuntiva. Así, Patxi Zabaleta afirma que Aralar, su partido político, de carácter independentista vasco:

Hace suya la reivindicación del concepto de 'navarrismo', lo entiende como una proyección hacia el futuro de lo que ha sido Navarra en la historia. Pero además consideramos que, en su actual configuración, Navarra constituye también un ámbito de decisión.

También desde el nacionalismo vasco de Eusko Alkartasuna (EA), Peio Monteano, recordando lo que escribía Alfonso Pérez Agote en el prólogo de Elementos fundantes de la identidad colectiva navarra. De la diversidad social a la unidad política (1841-1936) de Ana Aliende Urtasun, defiende que “todos los navarros son navarristas y hacen su navarrismo compatible con una identidad colectiva política de ámbito más amplio, español o vasco”, afirma que “el debate político en que se debate la sociedad navarra enfrentaría al navarrismo españolista y al navarrismo vasquista”.
Por último, desde el ámbito socialista Juan José Lizarbe quien fuera secretario general del Partido Socialista de Navarra afirma en su libro Mi compromiso con Navarra (Fundación Encuentros con Navarra, 2003) que 

...frente a una concepción política conservadora del navarrismo en cada momento histórico, encontramos una concepción más avanzada: liberal en una situación, republicano en otra. Frente el tradicional integrismo carlista -de tanta influencia en todo el territorio- y frente al conservadurismo imperante, hubo personas, actitudes e ideas de avance y de progreso social con esa impronta navarrista (...) esa es la línea que hereda el socialismo navarro del siglo XXI.